# Cofana spectra
Cofana spectra är en insektsart som först beskrevs av William Lucas Distant 1908.  Cofana spectra ingår i släktet Cofana och familjen dvärgstritar.
Artens utbredningsområde är Thailand. Inga underarter finns listade i Catalogue of Life.